# Browky
Browky (ukr. Бровки) – wieś na Ukrainie, w obwodzie dniepropetrowskim, w rejonie wasylkiwskim. W 2001 roku liczyła 127 mieszkańców.